# Bahnhof Žilina
Der Bahnhof Žilina (Železničná stanica Žilina) ist ein Bahnhof in der slowakischen Stadt Žilina (Sillein). Er ist ein wichtiger Eisenbahnknoten innerhalb der Slowakei, mit drei Hauptbahnen sowie einer Nebenbahn, die am Bahnhof verknüpft sind. Diese sind: die Bahnstrecke Bratislava–Žilina sowie Bahnstrecke Košice–Žilina, die die slowakische West-Ost-Achse bilden, weiter die Bahnstrecke Žilina–Bohumín mit Verbindungen nach Tschechien und Polen und die Bahnstrecke Žilina–Rajec.
Der Bahnhof liegt am Paneuropäischen Verkehrskorridor Nr. Va (Bratislava – Žilina – Košice – Uschhorod – Kiew).

## Lage
Der Bahnhof befindet sich nordöstlich des Stadtzentrums von Žilina an der Pavol-Országh-Hviezdoslav-Straße. Es bestehen Umsteigemöglichkeiten zum örtlichen ÖPNV-Netz, das von Bussen und Trolleybussen bedient wird.

## Geschichte
Der Bahnhof wurde am 8. Januar 1871 mit der Strecke Teschen–Sillein im Rahmen des Baus der Kaschau-Oderberger Bahn (Ks.Od.) im damaligen Österreich-Ungarn eröffnet und wurde zum Durchgangsbahnhof mit der Inbetriebnahme der Verlängerung der Ks.Od. Richtung Osten am 8. Dezember 1871. Zum Eisenbahnknoten wurde der Bahnhof mit der Fertigstellung der Strecke Trentschin–Sillein, die heute zur Bahnstrecke Bratislava–Žilina gehört.
1941 begann der Bau des neuen Bahnhofsgebäudes an der Stelle des ursprünglichen, nachdem das Verwaltungsgebäude bereits 1940 fertiggestellt worden war. Durch die sich nähernde Front im Verlauf des Zweiten Weltkriegs wurde das Gelände 1944 bombardiert und beschädigt. Schließlich wurde das neue Gebäude 1946 fertiggestellt.
Die Eisenbahninfrastruktur des Bahnhofs gehört heute der Železnice Slovenskej republiky (ŽSR). Die Züge werden von der Železničná spoločnosť Slovensko (ZSSK) betrieben.

## Kursbuchstrecken
- 120 Bratislava–Žilina
- 126 Žilina–Rajec
- 127 Žilina–Mosty u Jablunkova (ČD)
- 180 Košice–Žilina